# Russulaceae
Le Russulaceae sono una famiglia di funghi appartenente all'ordine delle Russulales. Le specie di questa famiglia hanno gambi friabili, gessosi, che si rompono in maniera netta, come una carota ma con carne porosa. Dal punto di vista microscopico le cellule non sono tutte ife allungate e sottili, cosa che conferisce loro resistenza ed un aspetto più fibroso alla rottura. La carne, invece, contiene anche molte grosse cellule sferiche (sferocisti), che le conferiscono una maggior consistenza.

## Generi
I due generi più conosciuti sono:
- Il genere Russula, che comprende circa 160 specie, la maggior parte delle quali è difficile da identificare. Essi hanno lamelle fragili e non essudano lattice al taglio come avviene nel genere Lactarius. Vi sono molte specie commestibili (Russula vesca, Russula virescens o Russula aurata).
- Il genere Lactarius, caratterizzato da funghi con cappelli e gambi che, al tocco o al taglio, essudano una sostanza lattiginosa ("il lattice"), ed in gran parte micorrizici. Il lattice può essere arancio, rosso, lilla, bianco e giallo e può mutare il suo colore finale dopo l'esposizione all'aria.

Altri generi delle Russulaceae sono il Boidinia, il Cystangium, il Multifurca, il Pseudoxenasma e il Zelleromyces.

## Caratteristica consistenza della carne

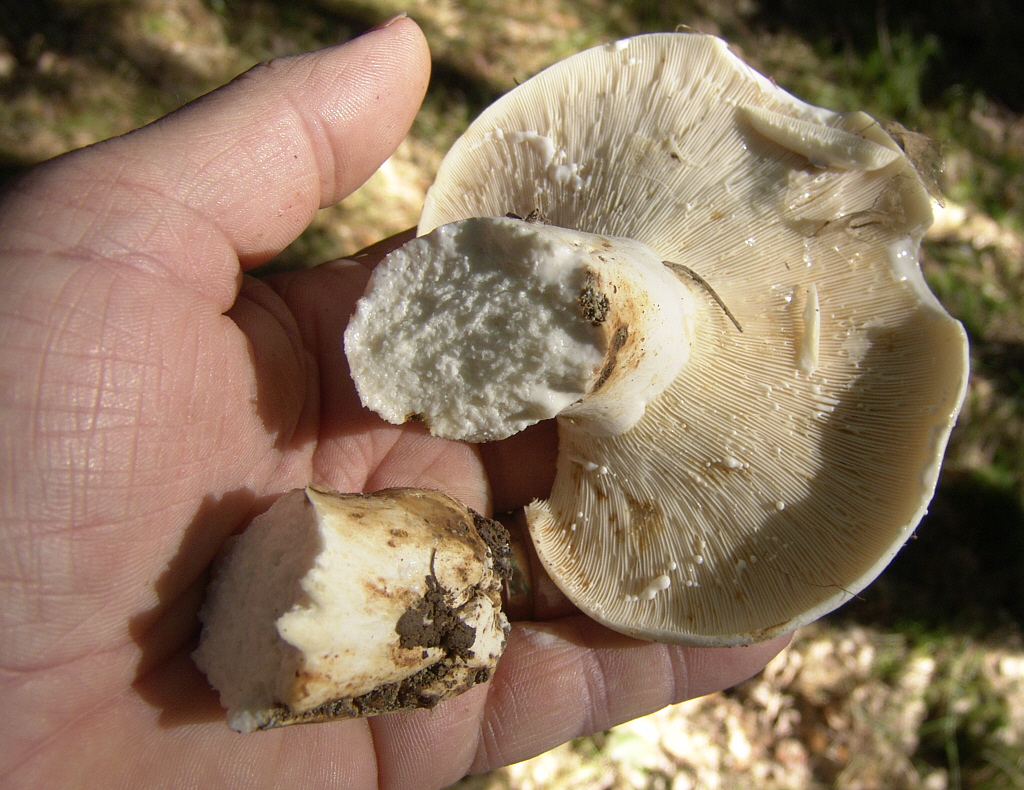
Gambo rotto di Lactarius vellereus

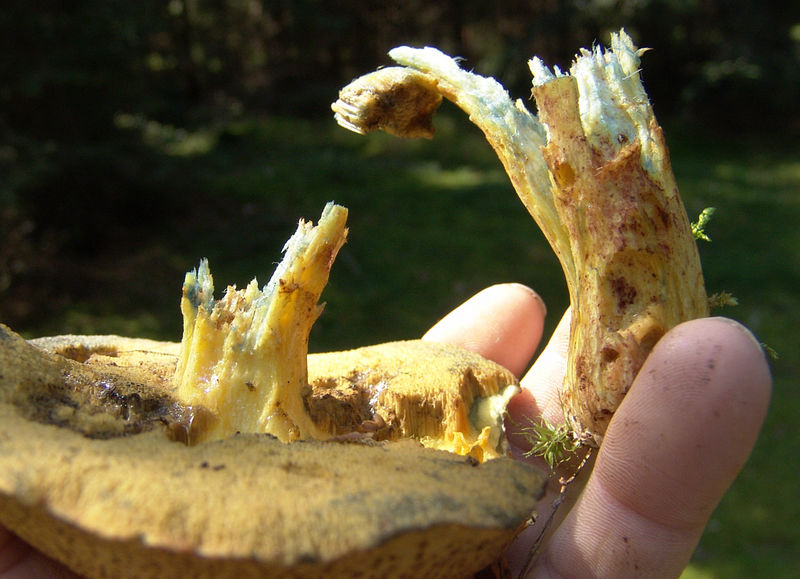
Gambo rotto di Suillus variegatus

Una caratteristica importante che distingue le Russulaceae dagli altri tipi di funghi è la consistenza del gambo. Nelle Russula e Lactarius, esso si rompe come la polpa di una mela, mentre in gran parte delle altre famiglie si sfibra. Le immagini mettono a confronto il gambo rotto di un Lactarius vellereus con quello di Suillus variegatus, appartenente alla famiglia delle Boletaceae.

## Parassiti
I Lactarius e i Russula sono spesso parassitati dal Hypomyces lactifluorum. Questo ascomycota rimpiazza la carne del fungo ospite, rendendolo commestibile, anche se può diventare piccante se l'ospite è una specie tipo il Lactarius piperatus. Questi funghi possono anche essere parassitati dal Monotropa uniflora, una pianta microeterotrofa a cui manca clorofilla.